# Эсенгюль
Эсенгюль (тур. Esengül, псевдоним, имя при рождении Эсен Аган, тур. Esen Ağan; 24 сентября 1954 — 18 апреля 1979) — турецкая певица, популярная в 1970-х годах. Её записи продавались в Турции в этот период рекордными тиражами.

## Биография
Родилась в Стамбуле, помимо Эсен в семье была ещё одна дочь. Первые уроки музыки Эсенгюль получила от своей матери — выпускницы консерватории Пирае Аган. Позднее работала с Джавитом Дерингёлем, Ирфаном Озбакыром и Абдуллахом Наилем Байшу, который дал ей прозвище «Эсенгюль». В возрасте 15 лет выиграла певческий конкурс, организованный Айханом Джошкуном. После успешного выхода на 45-миллиметровых пластинках «Aşkımı Süpürmüşler» начала выступать в казино. Большинство альбомов Эсен спродюсировал Лютфю Сютшуруп, а вышли они под лейблом «Taç Plâk». Она выступала для знаменитых казино Стамбула, Анкары и Измира.

### Личная жизнь
Ещё в начале своей карьеры вышла замуж за Орхана Акчинара, но Эсенгюль пришлось буквально разрываться между карьерой и личной жизнью, поэтому её брак распался уже через месяц. Вторым супругом Эсенгюль стал Аднан Шенсес, но через некоторое она бросила его и завязала отношения с футболистом «Бешикташа» Тайфуном Калваканом. Перемены в личной жизни Эсенгюль, а также стрельба в казино, в которых она выступала, привлекали широкое внимание СМИ.
За Эсенгюль вела наблюдение полиция. Причиной этого была не только угроза её жизни, которой певица подвергалась из-за сопровождавших её инцидентов со стрельбой, но и её связи с теневыми бизнесменами. Благодаря СМИ, имя Эсенгюль стало ассоциироваться с постоянными инцидентами со стрельбой. В ходе одного из таких инцидентов в казино «Семирамис», названного в честь Семирамис Пеккан, в котором 31 марта 1979 года выступала Эсен, Исмаил Хаджисюлейманоглу (также был известен как «Офлу Исмаил») прямо на глазах у публики убил владельца казино Акбулута Караоглу и официанта Хасана Йолала. После инцидента Эсенгюль, как утверждали СМИ, делала противоречивые заявления.

## Дискография
- 1971 — Anlamıyorsun Gönül Derdinden-Sana Aşkımı Anlatabilsem
- 1971 — Ayrılık Günü-Yüzüme Bakmaya Yüzün Yok
- 1972 — Senden Işık Bekledim-Sevip Koklayacağım
- 1972 — Bu Bizim Son Buluşmamız-Manalı Gözlerine
- 1972 — Sensiz Hayat Çekilmiyor-Aşksız Yaşamaktansa
- 1973 — Çok Geç Olmadan-Taht Kurmuşsun Kalbime
- 1973 — Kalbim Seninle Dolu-Ayrılık Kolay mı Seven İnsana
- 1973 — Sevdiğimin Kurbanıyım-Sensiz Kahrolmuştum
- 1973 — Mutlu Olmanın Çaresi-Sen Mutlu Ettin Beni
- 1973 — Gizli Yaram-Seninle Öleceğim
- 1975 — Kırılsın Ayaklarım-Deli Gibi Sevdim
- 1976 — Bu Bizim Son Buluşmamız-Manalı Gözlerine
- 1976 — Beterin Beteri Var-Gel Arkadaş Olalım
- 1976 — Seni Sevmekle Suçluyum-Gün Değil Ay Değil
- 1976 — Gün Değil Ay Değil-Gel Arkadaş Olalım
- 1977 — Hatırım İçin-Çok Üzgünsün Arkadaş

## Смерть
19 апреля 1979 года вместе с бизнесменом Фаруком Озфыратлы погибла в результате ДТП, произошедшем в Атакёе. Ходили слухи, что авария была подстроена членами турецкой мафии, но по официальным данным причиной ДТП стало чрезмерное употребление спиртного в сочетании с высокой скоростью машины.
Умершая в возрасте 24 лет Эсенгюль успела выпустить 23 45-миллиметровые пластинки, а также четыре кассеты, помимо этого она снялась в фильме «Yansın Bu Dünya». Большинство песен Эсенгюль были написаны классиками арабеска Абдуллахом Байшу, Орханом Акденизом и Улькю Амером.